# 박동량 선생 묘 및 신도비
박동량 선생 묘 및 신도비는 대한민국 경기도 시흥시 군자동에 있다. 1988년 5월 31일 시흥시의 향토유적 제12호로 지정되었다.

## 개요
조선 선조대 유교7신의 하나인 박동량(1569~1635)의 묘이다.

## 같이 보기
- 박동량